# Chrysorithrum fuscum
Chrysorithrum fuscum là một loài bướm đêm trong họ Erebidae.